# Annie Palmen
Anna Maria (Anny) Palmen (IJmuiden, 19 augustus 1926 – Beverwijk, 15 januari 2000) was een Nederlandse zangeres. Zij werd bekend als Anny Palmen en ook als Drika van de Boertjes van Buuten. Haar voornaam wordt vrijwel altijd als 'Annie' gespeld, ook op haar eerste platen.

## Loopbaan
Op 15-jarige leeftijd zong Palmen al bij een Hawaiian orkest. Daarna zong ze bij een cowboy-trio en een dansorkest in Haarlem. Ze werkte toen als semi-professional. Palmen deed vaak mee aan zangwedstrijden en won in 1948 een talentenwedstrijd bij de KRO. Ook werd zij Miss Zandvoort.
Op 22-jarige leeftijd werd ze al regelmatig gevraagd voor radio-optredens van de VARA, AVRO en KRO. In 1958 scoorde ze haar eerste hit met Ik zal je nooit meer vergeten. In 1958 maakte zij deel uit van het duo De Hartedieven, bestaande uit Annie Palmen en Nelly Wijsbek. Het duo maakte in 1958 drie singletjes bij het label Artone.
In 1960 nam Palmen deel aan het Nationaal Songfestival, de preselectie voor het Eurovisiesongfestival, dat op 29 maart in Londen zou plaatsvinden. Dat jaar werden alle nummers door twee artiesten gebracht. Net als Rudi Carrell zong ze het nummer Wat een geluk. De vakjury koos echter voor Carrell. Maar drie jaar later kreeg Palmen haar kans. Ze werd als enige kandidaat voor het Songfestival van 1963 geselecteerd, dat eveneens in Londen zou plaatsvinden. Wegens een muzikantenstaking vond er geen Nationale Finale plaats. Palmen presenteerde drie liedjes voor een vakjury. Deze koos voor Een speeldoos (geschreven door Dick Schallies en Pieter Goemans). Dirigent Dolf van der Linden was solidair met de stakende muzikanten en ging daarom niet mee naar Londen, waardoor Palmen met een Britse dirigent moest werken. Tijdens het Eurovisiesongfestival op 23 maart 1963 eindigde ze op een gedeelde dertiende en laatste plaats met nul punten. Palmen weet de lage waardering zowel aan het orkest, dat het ragfijne liedje veel te hard zou hebben ingezet, als aan een technische storing, waardoor zij niet goed in beeld kwam. Bij terugkomst in Nederland kreeg ze allerlei verwijten, zodat zij aan het festival een nare herinnering overhield.
In september 1967 begon ze als Drika, het zingende boerinnetje bij de Boertjes van Buuten, aan een nieuwe fase in haar carrière. Palmen was de opvolgster van Annie de Reuver en was gevraagd door Kees Schilperoort, die bij de Boertjes de rol van Gait-Jan Kruutmoes speelde. Palmen was aanvankelijk bang haar naamsbekendheid te verliezen. Maar haar optreden werd een enorm succes. In 1969 werd een uitgebrachte Langspeelplaat met goud beloond. Palmen ontdekte ook dat de Boertjes van Buuten doorgewinterde beroepsmuzikanten zijn, met leden van het Promenade Orkest en het Radio Filharmonisch Orkest. Het maandelijkse televisieprogramma Mik kon rekenen op een hoge kijkdichtheid.
Toen het programma na 1972 werd beëindigd, kwam ook het einde van Palmens carrière in zicht.

## Persoonlijk
Annie Palmen was de dochter van een aluminiumsmelter, die bij een bombardement op de Hoogovens in 1943 om het leven kwam.
Palmen overleed op 73-jarige leeftijd in Beverwijk na een langdurige ziekte.
Op 19 augustus 2016 is in haar vroegere woonplaats Beverwijk een Annie Palmenlaan geopend.